# Puttershoek
Puttershoek è un villaggio di circa 6.900 abitanti del sud-ovest dei Paesi Bassi, facente parte della provincia dell'Olanda Meridionale e situato  lungo il corso dell'Oude Maas, nell'isola di Hoeksche Waard. Dal punto di vista amministrativo, si tratta di un ex-comune, dal 1984 accorpato alla municipalità di Binnenmaas, municipalità a sua volta inglobata nel 2019 nella nuova municipalità di Hoeksche Waard.

## Geografia fisica
Puttershoek si trova tra Zwijndrecht e Barendrecht (rispettivamente ad sud-ovest della prima e a sud-est della seconda).

## Storia
Il villaggio era noto già nella metà del XIV secolo con il nome di Hoecke e faceva parte dell'omonima signoria.
A partire dal 1460, una parte di questa signoria fu per metà controllata da Pieter van Slingelandt e per l'altra metà da Pieter Abelsz. A loro due si deve probabilmente il nome attuale del villaggio, noto definitivamente come Puttershoek nel XVI secolo.
Tra il XVII e il XVIII secolo, la principale fonte di sostentamento per gli abitanti di Puttershoek era costituita dalla lavorazione del  lino, che veniva importato dalla Zelanda.
A partire dall'inizio del XX secolo, sorse nel villaggio una fabbrica di zucchero, che rappresentò a lungo la principale fonte di lavoro per gli abitanti del posto. Questa fabbrica venne in seguito demolita nel 2012.
Nel 1953, il villaggio subì gravi danni durante l'inondazione del Mare del Nord. L'inondazione risparmiò soltanto il porto del XVI secolo e una piccola parte di alcuni quartieri.

### Simboli
Lo stemma di Puttershoek è costituito da tre gigli di colore nero su sfondo bianco.
Questo stemma deriva da quello dalla famiglia De Lier e come tale è noto sin dal 1628.

## Monumenti e luoghi d'interesse
Puttershoek conta 14 edifici classificati come rijksmonumenten .

### Architetture religiose

#### Chiesa protestante nella Kerkplein
Principale edificio religioso di Puttershoek è la chiesa protestante nella Kerkplein, risalente al 1840.

### Architetture civili

#### Mulino De Lelie
Altro edificio degno di nota di Puttershoek è il mulino De Lelie ("Il giglio"), risalente al 1836.

## Società

### Evoluzione demografica
Puttershoek conta una popolazione pari a 6.920 abitanti, di cui 3.520 sono donneo e 3.400 sono uomini. La densità è pari a circa 1.500 abitanti per km².

## Cultura

### Feste ed eventi
- Hoekschewaard Jazz (in aprile)[1]

## Galleria d'immagini

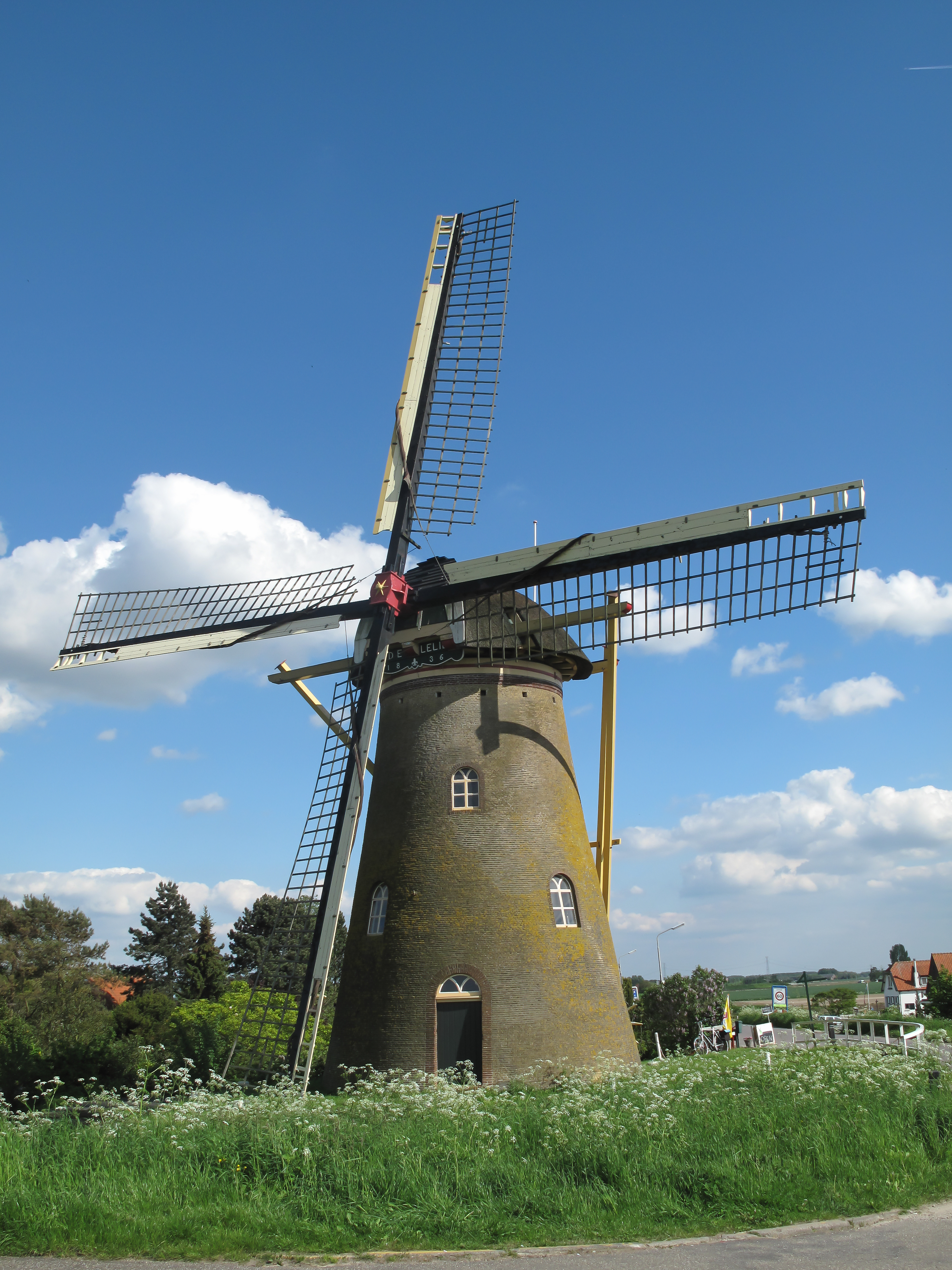
Puttershoek: il mulino "De Lelie"
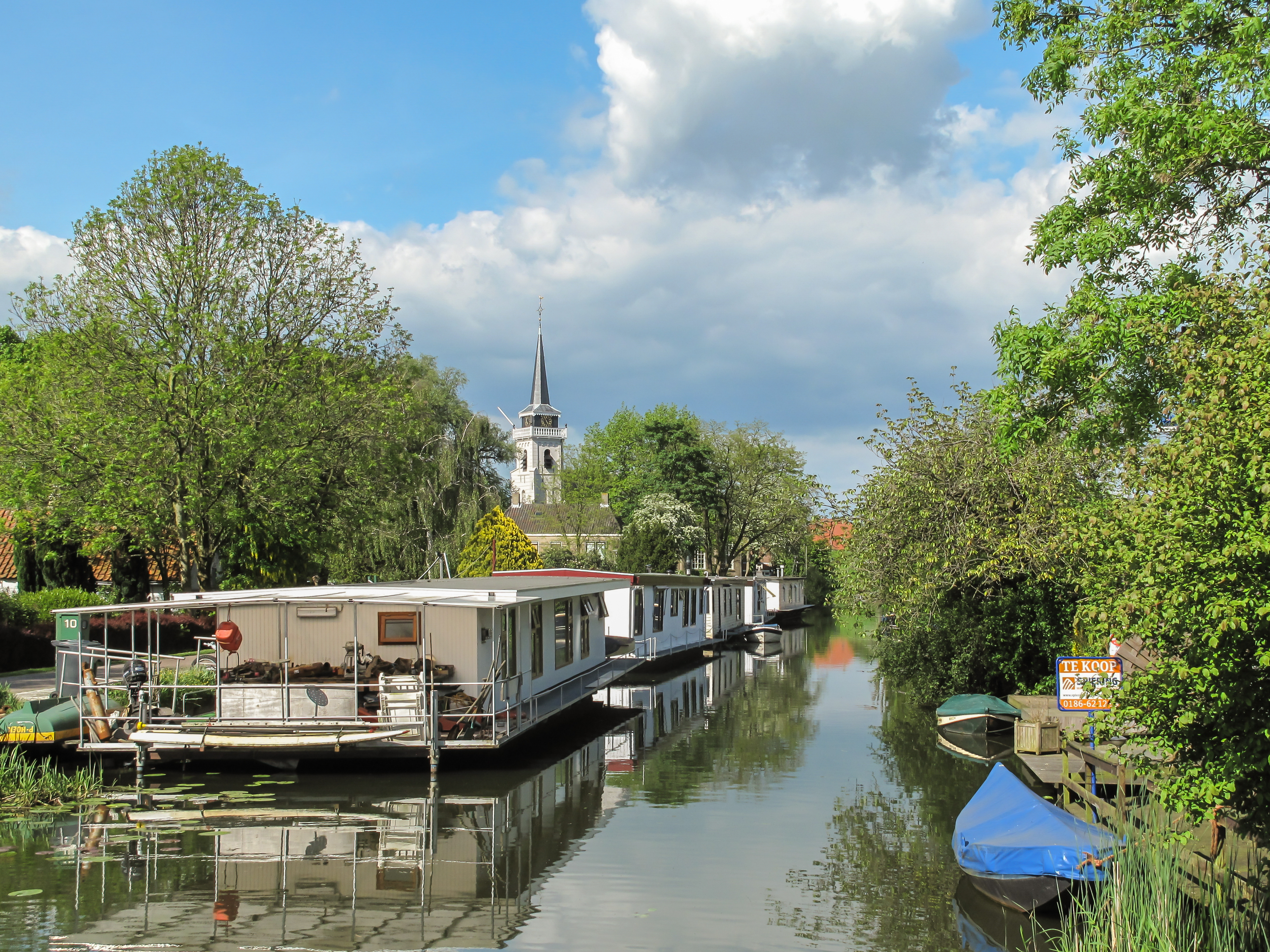
Veduta panoramica di Puttershoek con l'Oude Maas e con, sullo sfondo, la chiesa protestante della Kerkplein
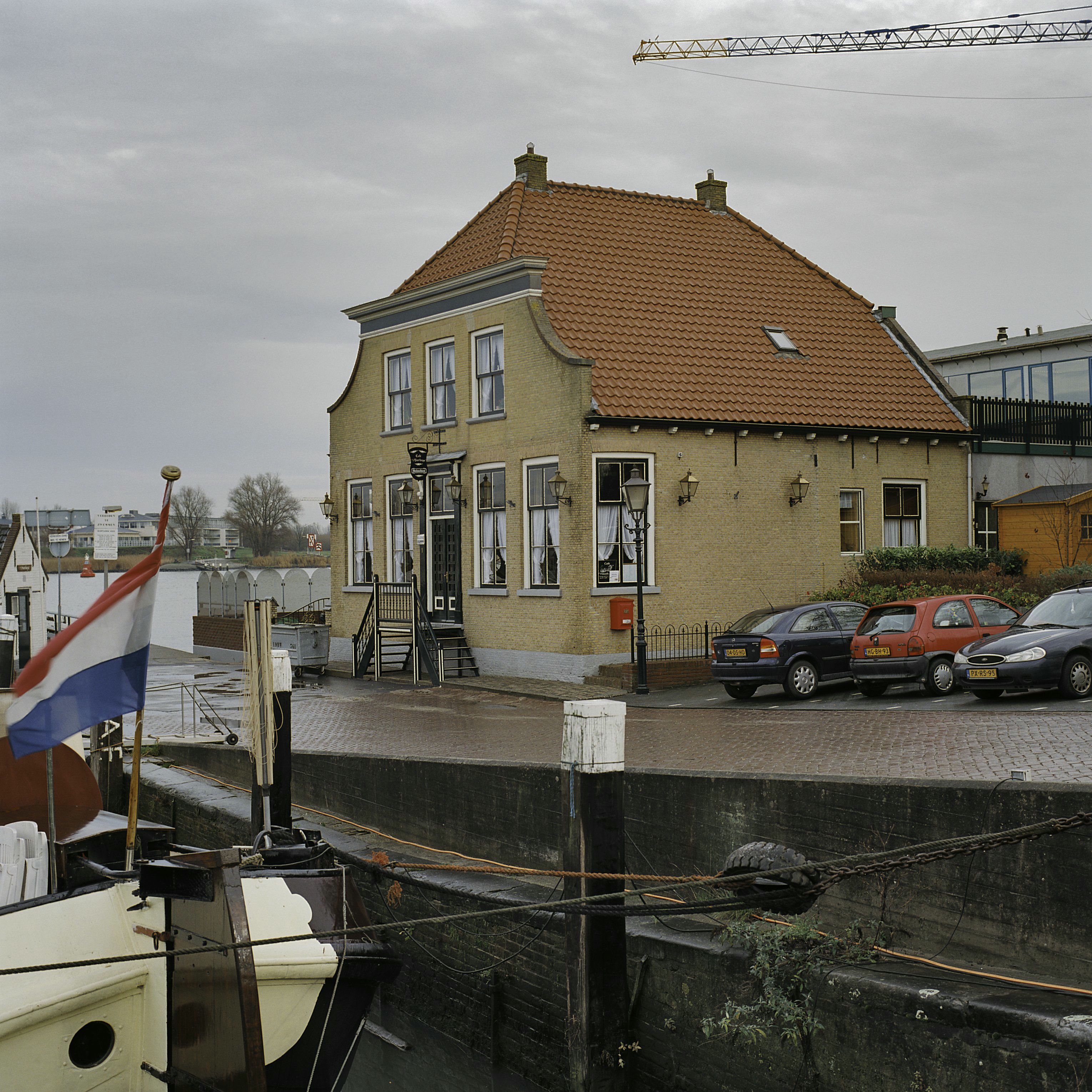
Edificio classificato come rijksmonument a Puttershoek
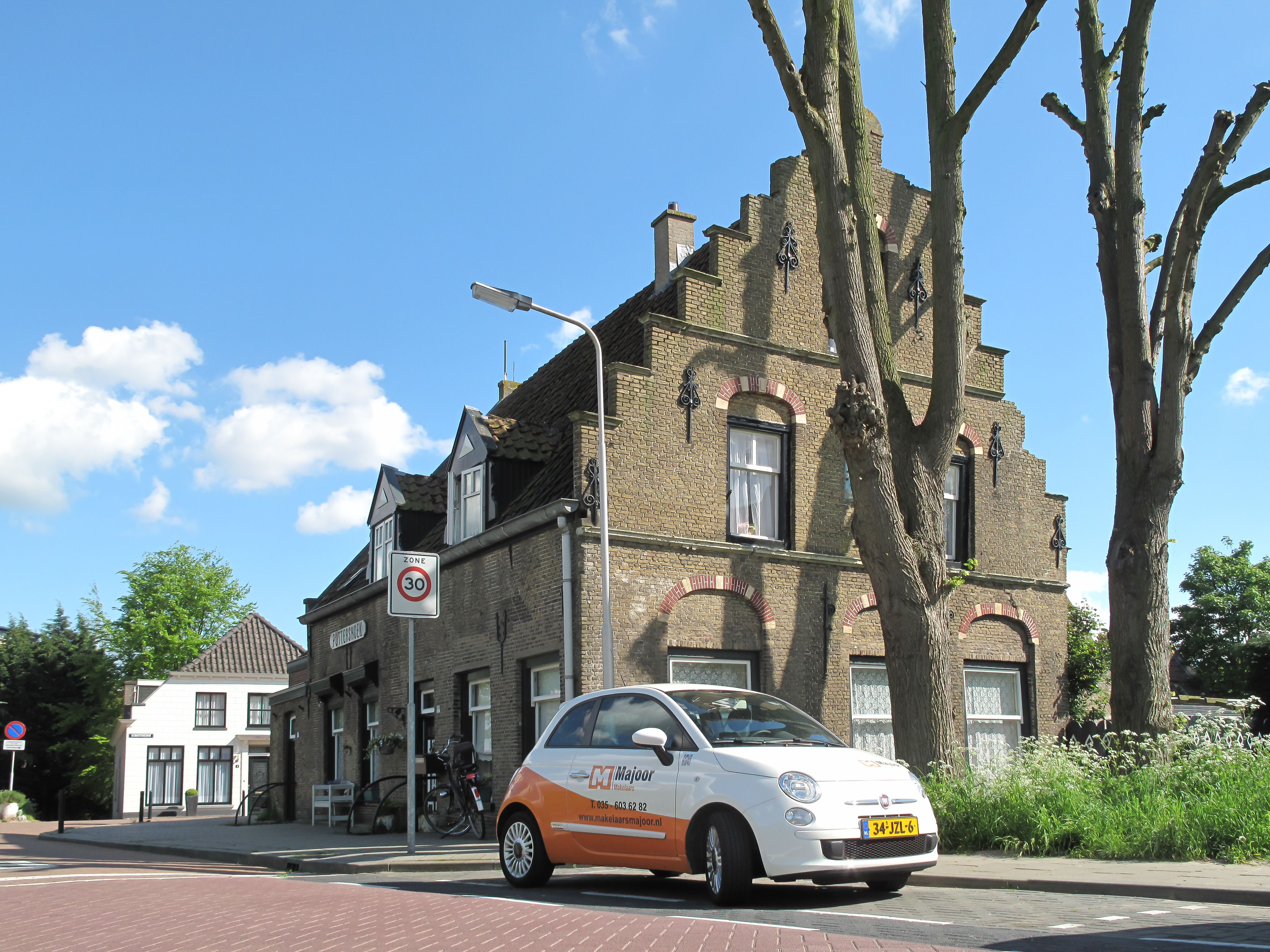
Puttershoek: Het Springende Peert